# Colle San Magno
Colle San Magno är en ort och kommun i provinsen Frosinone i regionen Lazio i Italien. Kommunen hade 664 invånare (2018).